# Церковь Рождества Богородицы (Полдомасово)
Церковь Рождества Пресвятой Богородицы — бывшая приходская церковь в селе Полдомасово Ульяновской области. С 1999 года — значится выявленным объектом культурного наследия.

## История
В 1700 году помещиком Степаном Григорьевичем Кротковым был построен двухэтажный каменный храм во имя Рождества Богородицы. Престолов в нём четыре: на нижнем этаже, главный — в честь Рождества Пресвятые Богородицы, в 1886 году обновлён, в правом приделе — во имя св. великомученика Георгия Победоносца и в левом приделе — во имя свят. Иоанна Златоустого. На верхнем этаже — в честь чудотворной иконы Пресвятые Богородицы, «Живоносный источник». Причт состоял из священника и псаломщика. В 1896 году открылась церковно-приходская школа.
Церковь закрыли в 1930-е гг. Но прибывший в эвакуацию в Ульяновск Московская Патриархия в 1941 году, протоиерей Смирнов Александр Павлович, открыл церковь.
В 1949 году советская власть церковь Пресвятой Богородицы закрыла. Иконы, свящённые сосуды, ризы — были растащены и сожжены. Захоронения священников разрушены, а кости выброшены. Потом в здании разместили сначала зернохранилище. Затем, на втором этаже — кабинеты сельсовета. А первый этаж был превращён в клуб, где крутили кино и занимались самодеятельностью. Здание дважды горело от рук хулиганов. После переезда администрации в село Салмановка, храм был заброшен. Впоследствии он разбирался местными жителями на кирпичи.
В государственных списках недвижимых памятников истории и культуры Ульяновской области в с. Полдомасово Ульяновского района значится выявленный объект культурного наследия «Церковь Рождества Богородицы», 1700 г., поставлен на государственную охрану Распоряжением Главы администрации Ульяновской области от 29.07.1999 г. № 959-р.
В 2016 году Комитетом в отношении выявленного объекта культурного наследия (памятника истории и культуры) «Церковь Рождества Богородицы» будет организована государственная историко-культурная экспертиза для определения исторической ценности.
В 2002 году, рядом со старым храмом, местные жители решили возвести новый храм. Новый храм Рождества Пресвятой Богородицы начал действовать с 21 сентября 2006 года.

## Духовенство
- Рождественский Константин Александрович, с 10 апреля по ноябрь 1904 года служил псаломщиком в храме Рождества Богородицы. (С ноября 1904 по 1909 год Константин проходил военную службу). С 16 января 1909 по 12 марта 1915 года служил снова псаломщиком в Полдомасово[9].